# Gene Melchiorre
Eugene Melchiorre, detto Gene (Highland Park, 10 agosto 1927 – Highland Park, 27 settembre 2019), è stato un cestista statunitense.

## Carriera
Dopo aver giocato nei Fort Sheridan Ramblers dal 1945 al 1947, ha vestito la maglia dei Bradley Braves della Bradley University dal 1947 al 1951.
Venne poi selezionato come prima scelta assoluta dai Baltimore Bullets nel Draft NBA 1951. Tuttavia Melchiorre non disputò alcun incontro in NBA poiché venne squalificato a vita dopo lo scandalo scoppiato nel 1951 in seguito ad alcune partite truccate da diversi giocatori (tra i quali lo stesso Melchiorre) ai tempi del college.

## Palmarès
- NCAA AP All-America Teams First Team (1951)